# タマキカオリ
タマキカオリは、日本のタレント、モデル、MC、事業家。

## 経歴
- 2002年 - 2016年 整骨院や整形外科、出張鍼灸
- 2005年 - 2007年 ジェットスキーインストラクター
- 2016年 はりきゅうサロンHARUTAMA開業、モデル活動開始
- 2017年 - タレント事務所ArtistTeam RoundTableに所属

## 論文
- 玉木香, 谷口典正, 松畑出, 金井成行「自然発症2型糖尿病ラットに対する灸と牛車腎気丸の効果」『日本東洋醫學雜誌』第56巻第4号、日本東洋医学会、2005年7月、555-560頁、doi:10.3937/kampomed.56.555、ISSN 02874857、NAID 110004015796。

## 特徴
- 肩こりについてのお茶会を開催
- サロン開業スクール運営
- CoreCradle Academy マイスター認定[1]＆講師
- 好きな言葉「成長」
- 趣味 ゴルフ

## 過去の活動履歴
- ワールドジェットスポーツマガジン 掲載
- 雑誌「BLEADES」枻出版社 掲載
- 「きゃりーはぴねすくらぶ」にて活動を紹介[2]